# Makonde (Distrikt)
Der Makonde Distrikt ist einer von 13 Distrikten in der Provinz Mashonaland West in Simbabwe. Er hat 209.960 Einwohner (2022). Der Distrikt wurde 1993 gegründet.

## Geografie
Der Distrikt liegt in der Mitte von Mashonaland West und hat eine Fläche von 8564 km². Er erhebt sich im Osten bis auf etwa 1300 m und fällt in westliche Richtung bis auf etwa 800 m ab.
Er grenzt im Norden an den Distrikt Urungwe und im Süden an Zvimba und Sanyati, der von dem ehemaligen Distrikt Kadoma abgespalt wurde. Im Osten grenzt er an Mbire und Guruve in der Provinz Mashonaland Central und im Westen mit einem kleinen Stück an Gokwe North in der Provinz Midlands.
Dabei bildet der Fluss Angwa die Nordwestgrenze, der Manyame die Ost- und ein langes Stück der Südgrenze, sowie die Flüsse Mupfure und Sanyati die westliche Grenze.
Makonde ist in 19 Wards aufgeteilt.

## Wirtschaft
Die Wirtschaft Makondes ist durch Landwirtschaft und Bergbau geprägt. Hauptfeldfrüchte sind Mais, Tabak, Sojabohnen und Baumwolle. Die Mineralien, die abgebaut werden, sind Gold und Kupfer.

## Ökologie
In Norden des Distrikts befinden sich das Doma Safari Area. Nahe Chinhoyi liegt der Chinhoyi Caves National Park.